# Ammannati (cognome)
Ammannati è un cognome di lingua italiana.

## Varianti
Ammaniti, Ammanniti, Ammannito.

## Origine e diffusione
Il cognome è tipicamente centrale, particolarmente diffuso nel nord della Toscana.
Potrebbe derivare da un soprannome legato al tardo latina ammannire o ammannare, "preparare".
La variante Ammanniti è toscana.

## Persone
- Bartolomeo Ammannati – scultore e architetto
- Floris Luigi Ammannati – giornalista e critico cinematografico italiano
- Giulia Ammannati – madre di Galileo Galilei
- Giacomo Ammannati Piccolomini – cardinale